# Streptocephalus torvicornis
Streptocephalus torvicornis är en kräftdjursart som först beskrevs av Antoni Stanisław Waga 1842.  Streptocephalus torvicornis ingår i släktet Streptocephalus och familjen Streptocephalidae.

## Underarter
Arten delas in i följande underarter:
- S. t. torvicornis
- S. t. bucheti